# Jennings Creek
La Jennings Creek est un cours d'eau américain qui s'écoule dans le comté de Botetourt, en Virginie. Ce ruisseau se jette dans la James River.